# Tanya Tuckerová
Tanya Denise Tuckerová (* 10. října 1958 Seminole) je americká countryová zpěvačka, známá v sedmdesátých letech jako teenagerská hvězda s hlasem dospělé ženy.

## Pěvecká kariéra
Od dětství se věnovala zpěvu a herectví po vzoru starší sestry LaCosty, od roku 1969 vystupovala v Las Vegas. V roce 1972 nahrála svůj první hit „Delta Dawn“, s nímž pronikla do Billboard Hot 100 a Academy of Country Music ji vyhlásila objevem roku. O rok později vydala album What's Your Mama's Name, které se stalo v USA zlatou deskou. Patřila k hlavním představitelům proudu outlaw country, který přebíral z rocku hudební postupy i drsnou image. V roce 1981 se objevila v menší roli v psychologickém filmu Hard Country. Počátkem osmdesátých let její kariéru ovlivnil bouřlivý milostný vztah s Glenem Campbellem a psychické problémy spojené s užíváním alkoholu a drog, do showbusinessu se vrátila v roce 1986 úspěšným albem Girls Like Me. V roce 1991 nahrála platinovou desku What Do I Do with Me a získala cenu Country Music Association pro zpěvačku roku. Desetkrát byl nominována na Grammy Awards, časopis Rolling Stone ji zařadil v žebříčku největších countryových hvězd všech dob na 67. místo. V roce 2002 založila vlastní vydavatelskou firmu Tuckertime Records. V roce 2005 vystupovala se svojí rodinou na stanici TLC v reality show Tuckerville.

## Diskografie
- 1972 - Delta Dawn
- 1973 - What's Your Mama's Name?
- 1974 - Would You Lay With Me (In a Field of Stone)
- 1975 - Tanya Tucker
- 1975 - Lovin' And Learnin'
- 1976 - Here's Some Love
- 1977 - Ridin' Rainbows
- 1977 - You Are So Beautiful
- 1978 - T.N.T.
- 1979 - Tear Me Apart
- 1980 – Dreamlovers
- 1981 - Should I Do It
- 1982 – Changes
- 1986 - Girls Like Me
- 1987 - Love Me Like You Used To
- 1988 - Strong Enough To Bend
- 1990 - Tennessee Woman
- 1991 - What Do I Do With Me
- 1992 - Can't Run From Myself
- 1993 - Soon
- 1995 - Fire To Fire
- 1997 – Complicated
- 2002 - Tanya
- 2009 - My Turn
- 2019 - While I'm Livin'